# Zepedanulus
Zepedanulus – rodzaj kosarzy z podrzędu Laniatores i rodziny Epedanidae. Gatunkiem typowym jest Zepedanulus armatipalpus

## Systematyka
Opisano dotąd 4 gatunki z tego rodzaju:
- Zepedanulus alter Roewer, 1963
- Zepedanulus armatipalpus Roewer, 1927
- Zepedanulus ishikawi Suzuki, 1971
- Zepedanulus watanabei Suzuki, 1981